# هيئة الأركان العامة للقوات المسلحة الإيرانية
إن هيئة الأركان العامة للقوات المسلحة لجمهورية إيران الإسلامية أو هيئة الأركان العامة للقوات المسلحة الإيرانية (بالفارسية: ستاد کل نیروهای مسلح جمهوری اسلامی ایران) هي أعلى هيئة عسكرية في إيران، بهدف تنفيذ السياسات ورصد وتنسيق الأنشطة داخل القوات المسلحة. إن الجيشين الإيرانيين المستقلين الموجودين حاليا وهما جيش الجمهورية الإسلامية الإيرانية وحرس الثورة الإسلامية يخضعان رسميا للأركان العامة؛ فضلا عن قوة الشرطة الوطنية الوحيدة في إيران، وهي القوة التأديبية.
وقد أنشئت هذه المنظمة في عام 1989 من أجل تعزيز التعاون وموازنة التنافس بين القوات المسلحة، وهو مرسوم مباشر من قبل القائد الأعلى لإيران، في حين أن وزارة الدفاع وإسناد القوات المسلحة، المسؤولة عن التخطيط واللوجستيات وتمويل القوات المسلحة هي جزء من السلطة التنفيذية تحت إشراف رئيس الجمهورية في إيران.

## أصحاب المكاتب الحاليين
| مكتب                                              | صاحب مكتب(الخدمة الأصلية)                        |           |
| ------------------------------------------------- | ------------------------------------------------ | --------- |
| رئيس هيئة الأركان العامة                          | اللواء عبد الرحيم الموسوي (حرس الثورة الإسلامية) |           |
| نائب رئيس هيئة الأركان العامة                     | العميد عبد الرحيم الموسوي (الجيش)                |           |
| نائب التنسيق                                      | اللواء حسن سعدي (الجيش)                          |           |
| نائب المقر والشؤون المشتركة                       | غير معروف                                        | غير معروف |
| نائب القوى العاملة                                | العميد محمد حسن باقري (الجيش)                    |           |
| نائب العمليات                                     | العميد مصطفی سلامي (الجيش)                       |           |
| رئيس مديرية العمليات                              | العميد علي شادماني (حرس الثورة الإسلامية)        |           |
| رئيس هيئة الاستخبارات                             | غير معروف                                        | غير معروف |
| نائب للاستراتيجية                                 | اللواء مصطفی ايزدي (حرس الثورة الإسلامية)        |           |
| نائب مدير التخطيط والبرامج                        | غير معروف                                        | غير معروف |
| نائب عمليات التفتيش                               | العميد محمد رضا آشتياني (الجيش)                  |           |
| نائب شؤون الباسيج والثقافة الدفاعية               | العميد مسعود جزايري (حرس الثورة الإسلامية)       |           |
| رئيس هيئة الدفاع الهندسي والسلبي                  | العميد غلام رضا جلالي (حرس الثورة الإسلامية)     |           |
| نائب الباسيج                                      | العميد حسين صالحي (حرس الثورة الإسلامية)         |           |
| نائب الجاهزية والخدمات اللوجستية والبحوث الصناعية | العميد علي عبد اللهي (حرس الثورة الإسلامية)      |           |
| رئيس مديرية التدريب والتعليم                      | العميد 2 رمضان رئيسيان (الجيش)                   |           |
| نائب الجاهزية والخدمات اللوجستية والبحوث الصناعية | العميد محمد باقرزاده (حرس الثورة الإسلامية)      |           |
| المصدر: حتى أيلول / سبتمبر 2014                   |                                                  |           |